# Sri Dalada Maligawa

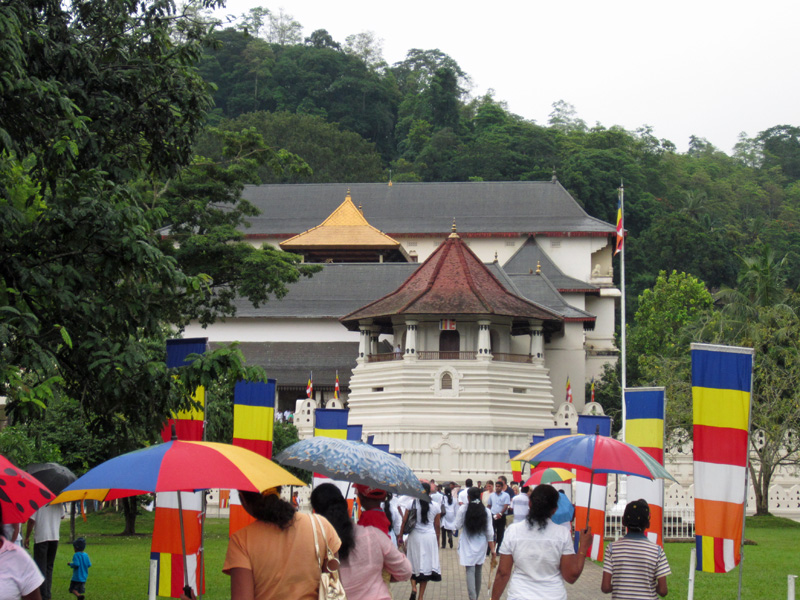
Tandtemplet vid fullmåne, Poya

Sri Dalada Maligawa eller Tandtemplet är ett tempel i staden Kandy på Sri Lanka. 

## Kandy
Kandy var huvudstad i kungariket Kandy mellan 1592 och 1815 och det sista självständiga singalesiska kungariket på Sri Lanka. Staden och därmed hels Sri Lanka föll i britternas händer 1815. 
Staden är uppsatt på Unescos världsarvslista sedan 1988 och templet är ett viktigt skäl till listningen.

## Tempelbyggnaden
Det första templet på platsen som byggdes 1603 förstördes av portugiserna 1637 och återuppbyggdes 1697. Under Keerti Sri Rajasimhas regering (1747-82) byggdes templet om.
Precis som i Anuradhapura, huvudstad för det första kungariket på Sri Lanka, är tandtemplet byggd på en grund av granit. Dessutom har kalksten, markor, trä, terrakotta, metall och elfenben använts. Templet är rikt på målningar och skulpterad dekor på balkar och tak.
Tandtemplet utgör en del av det kungliga palatset i Kandy.

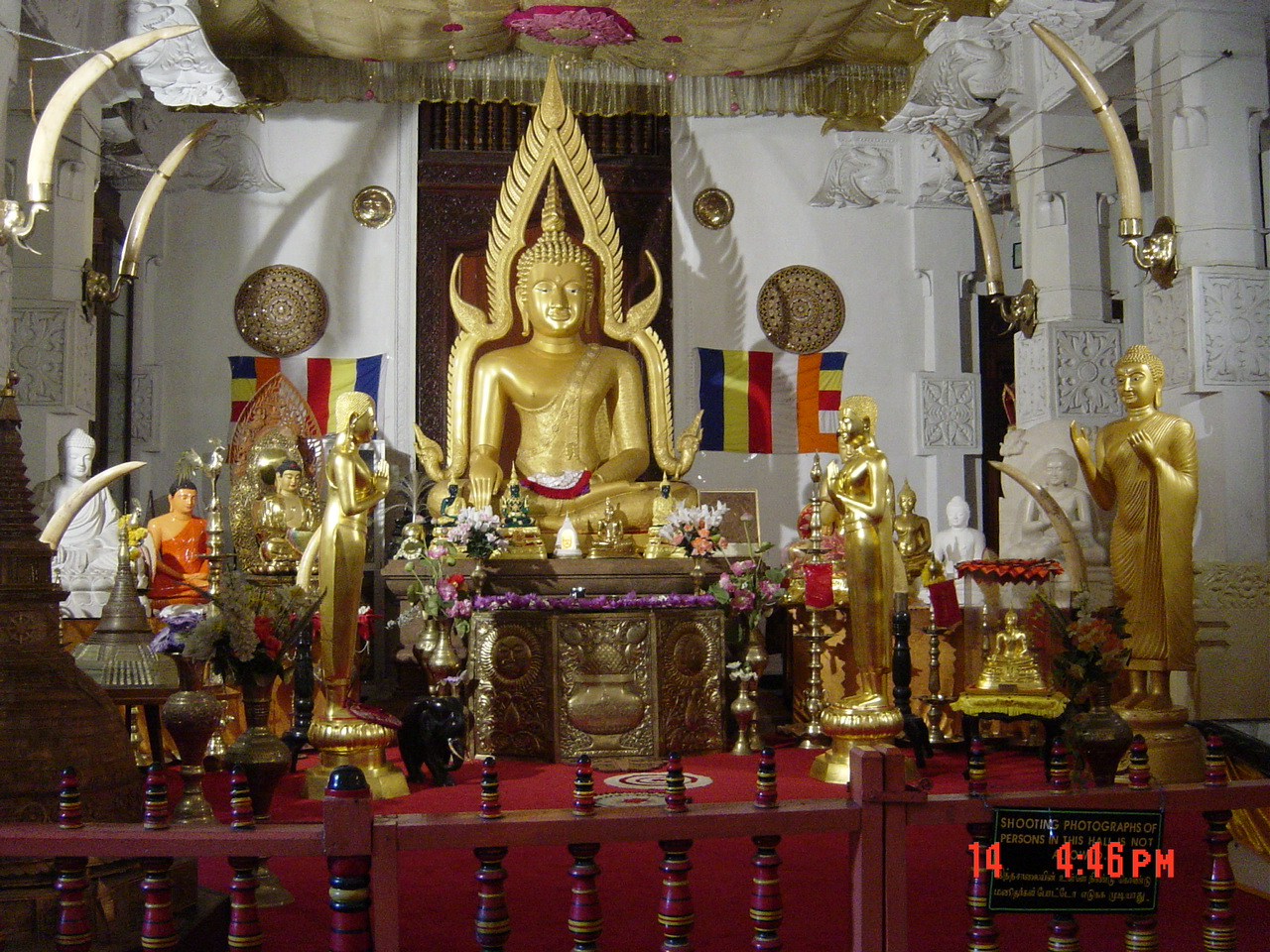
Templet från insidan
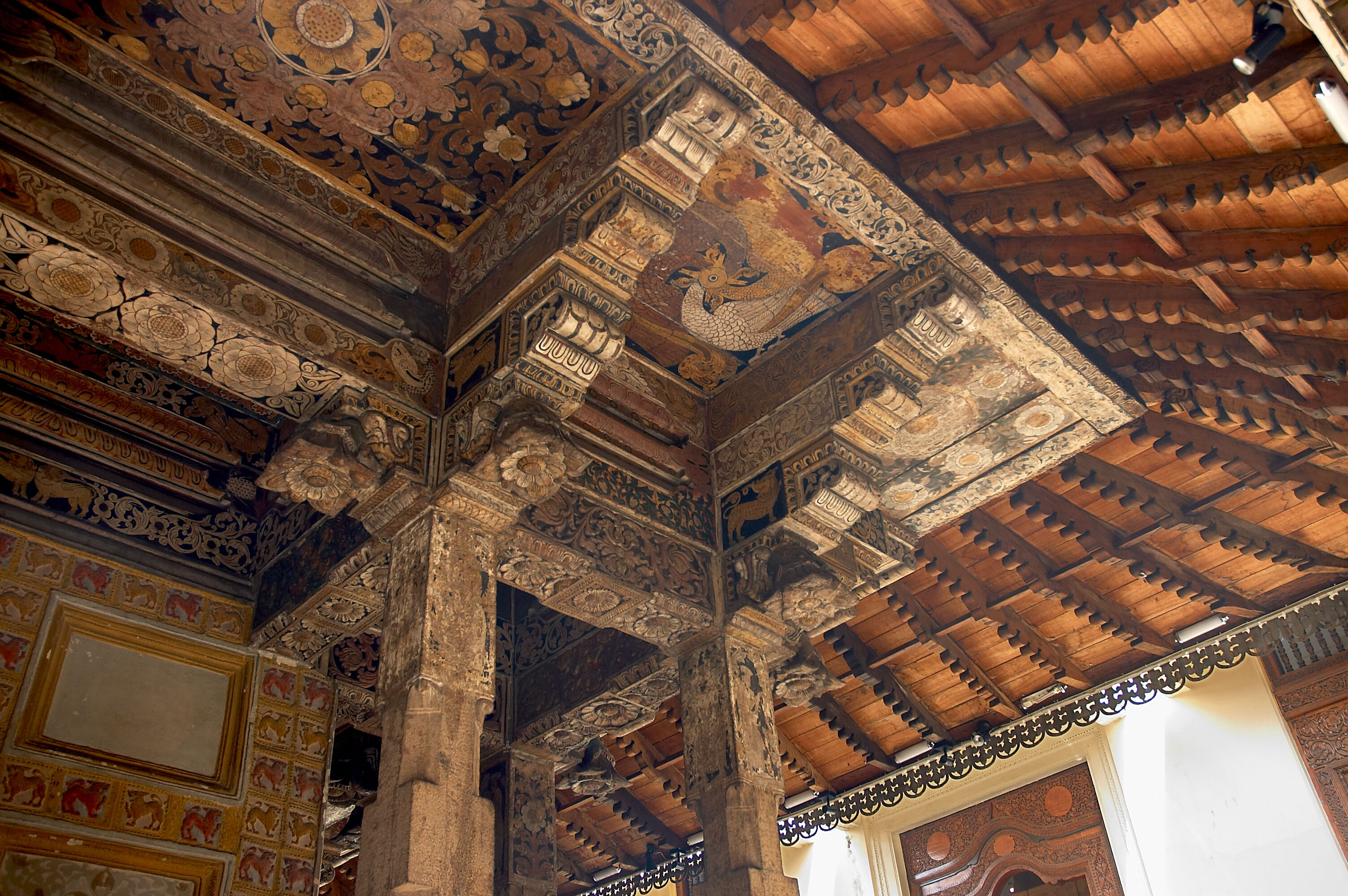
Tak och bjälkar i Tandtemplet
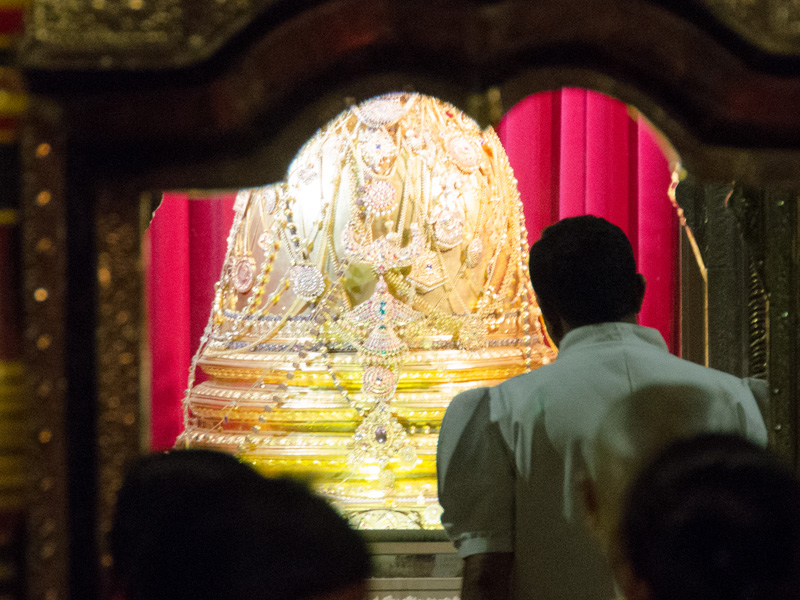
Skrinet där tanden förvaras

Templet har i modern tid flera gånger blivit bombat av terrorister, men har varje gång blivit helt återställt.

## Buddhas tand
Templet är byggt för att hysa reliker, som av en av Buddhas tänder som blivit kvar efter religionsstiftarens död och kremering. Reliken kom till Sri Lanka från Kalinga (i Orissa, Indien) till Sri Lanka under Sri Meghavannas (319-328) regeringstid. Templet, med dess relik, är ett berömt pilgrimsmål i den buddhistiska världen.

## Ceremonier

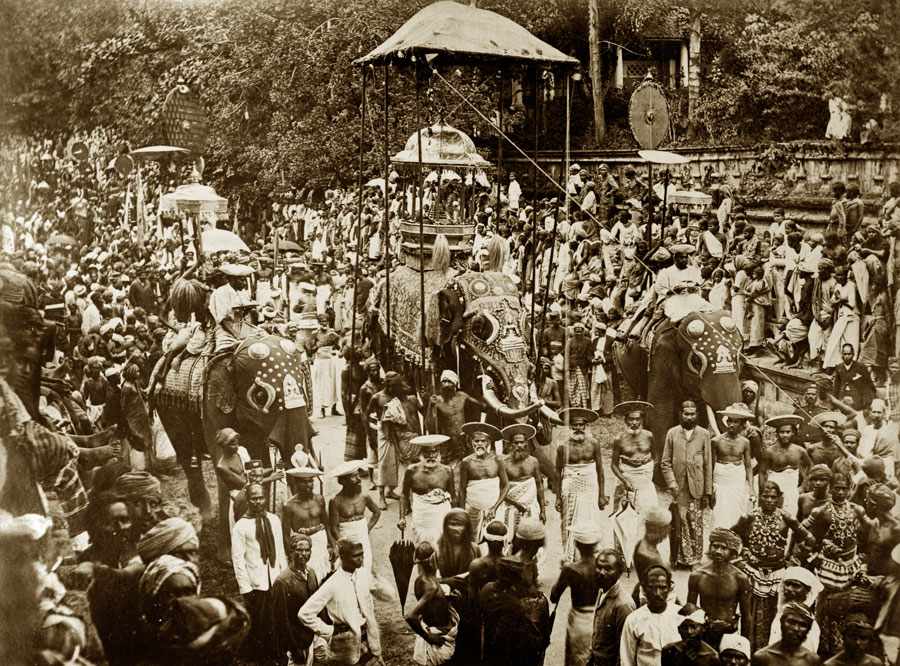
Esala Perehera 1885

Munkar som tillhör de två grenarna Malwatte och Asgiriya ber tre gånger dagligen i den innersta kammaren i templet: en gång på morgonen, en gång på middagen och en på kvällen. 
På onsdagar sker en symbolisk tvätt av reliken i en blandning gjord av parfymerat vatten och väldoftande blommor. Buddhisterna tror att det heliga vattnet innehåller helande krafter.
Det finns speciella ceremonier som man utövar i Maligawa, exempelvis vid varje fullmåne (poya). Till skillnad från de dagliga ceremonierna och de ceremonier man utövar varje vecka och månad, så finns det fyra stora ceremonier som hålls varje år. 
- Aluth Sahal Mangallaya – riskördefestival i januari.[2]
- Avurudu Mangallaya – festival för det singalesiska nyåret i april.[3]
- Karthika Mangallaya – ljusfestival i november.[4]
- Esala Mangallaya – festival vid fullmåne i juli/augusti. Vid Esala hålls Esala Perahera är en singalesisk högtid som man firar i månaden esala  och tandreliken. Högtidens höjdpunkt är en stor procession med dansare, musiker och elefanter.[5]